# Pierre François Marie Auguste Dejean
Pierre François Marie Auguste Dejean (n. 10 august 1780, Amiens – d. 17 martie 1845, Paris) a fost un entomolog francez. Mare parte din insectele din colecția sa au fost adunate de pe câmpul de luptă de la Waterloo. 